# دانیل نونان
دانیل نونان (انگلیسی: Daniel Noonan؛ زادهٔ ۲۸ اکتبر ۱۹۷۹) ورزشکار روئینگ اهل استرالیا است. وی بین سال‌های ۱۹۹۴ تا ۲۰۱۳ میلادی فعالیت می‌کرد.
وی در مسابقات کشوری و بین‌المللی در مجموع برندهٔ ۱ مدال طلا، ۱ مدال نقره، ۲ مدال برنز شده‌است.